# Honey (Robyn)
Honey è l'ottavo album in studio della cantante svedese Robyn, pubblicato nel 2018.

## Tracce
1. Missing U – 4:51
2. Human Being (feat. Zhala) – 3:46
3. Because It's in the Music – 4:34
4. Baby Forgive Me – 4:16
5. Send to Robin Immediately – 3:59
6. Honey – 4:54
7. Between the Lines – 4:05
8. Beach2k20 – 5:29
9. Ever Again – 4:24